# حافظه خودزندگی‌نامه‌ای
حافظه خودزندگی‌نامه‌ای نوعی ساختار حافظه‌ای است که از ترکیب اپیزودهای بیاد مانده از تجربیات فردی و دانش کلی در مورد وقایع و جهان اطراف تشکیل شده‌است.

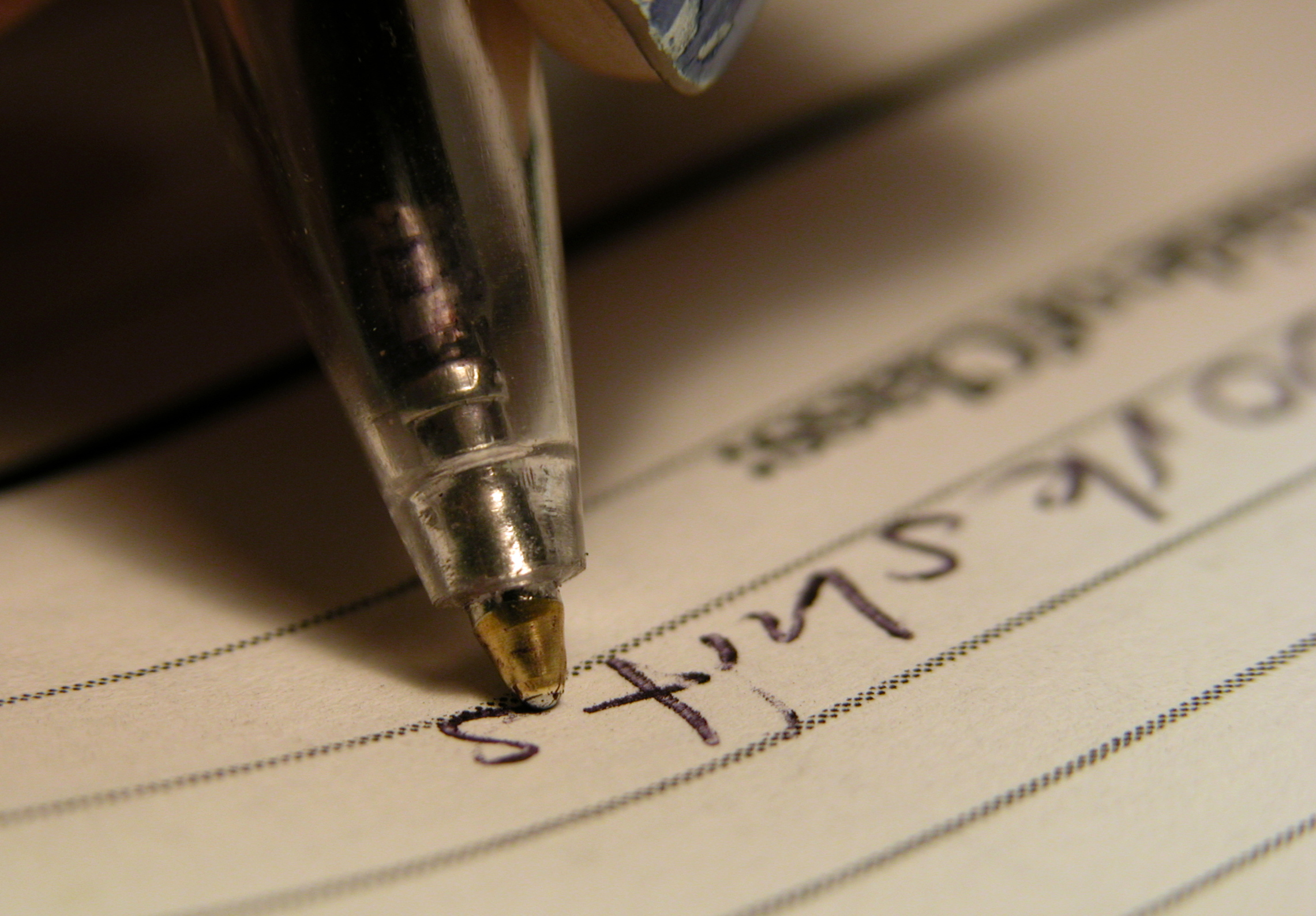
نوشتن خاطرات روزانه

## شکل گیری حافظه‌های خودزندگی‌نامه‌ای
کنوی و پلیدل-پیرس فرض کرده‌اند که حافظه خودزندگی‌نامه‌ای در یک ساختار خودحافظه‌ای (self-memory system) ایجاد می‌شود که از انبار داده‌های دانش خودزندگی‌نامه‌ای و خودآگاهی بهره می‌گیرد. انبار داده‌های دانش خودزندگی‌نامه‌ای شامل اطلاعاتی در مورد خود است که برای دو سؤال خود چه بود و خود چه می‌تواند باشد جواب فراهم می‌کند. این اطلاعات در سه طبقه وسیع قرار می‌گیرند؛ دوره‌های زندگی، اتفاقات عمومی، و دانش اتفاقات ویژه.
دوره‌های زندگی از دانش کلی مربوط به زمانهای مشخص و موضوعی (themed) در زندگی فرد، همانند دوره دنشجویی (موضوع دانشگاه)، تشکیل می‌شود. دوره‌های زندگی زمان آغازین و پایانی مشخصی دارند هر چند که اغلب این زمان ممکن است با گذر زمان به تدریج وضوح خود را از دست داده با زمانهای دوره دیگری از زندگی تداخل می‌کنند. دوره‌های زندگی اطلاعات موضوعی وابسته به دوره مربوطه (فعالیتها، روابط، مکان وقایع، و دانش زمانی راجع به دوره) را شامل می‌شوند.
اتفاقات عمومی نسبت به دوره‌های زندگی خاص تر هستند. اتفاقات عمومی در خوشه‌هایی با موضوعی مشترک همگروه می‌شوند به گونه‌ای که وقتی یک اتفاق عمومی به یاد آورده می‌شود وقایع همگروه ممکن است به دنبال هم یادآوری شوند. این خوشه‌های حافظه ای، اغلب، در هول و حوش موضوع رسیدن یا نرسیدن به اهداف شخصی در زندگی شکل می‌گیرند. در این رابطه دست‌آوردهای اولین بار، مانند اولین دفعه بوسیدن معشوق، از اهمیت خاصی برخوردارند.
دانش اتفاقات ویژه اطلاعات دقیق راجع به حوادثی ویژه است که اغلب در فرم تصاویر بصری یا مشخصه‌های حسی دیگر در ذهن نقش بسته است. . البته جزئیات حادثه به مرور زمان از بین می‌رود و بدین‌ترتیب خاصیت ویژه بودن نیز کمرنگ می‌شود. حوادث منشأیی (Originating events) که نقطه آغازین آغاز مسیر بسوی اهداف بلند مدت زندگی به حساب می‌آیند، نقاط عطف (حوادثی که مسیر زندگی را عوض می‌کنند)، وقایع لنگری (anchoring events) که عقاید و اهداف را تصدیق می‌کنند، و حوادث مشابه (analogous events) که در گذشه روی داده ولی در تعیین رفتار در زمان حال مؤثرند، از جمله اتفاقات ویژه هستند.

## رابطه باهیجان

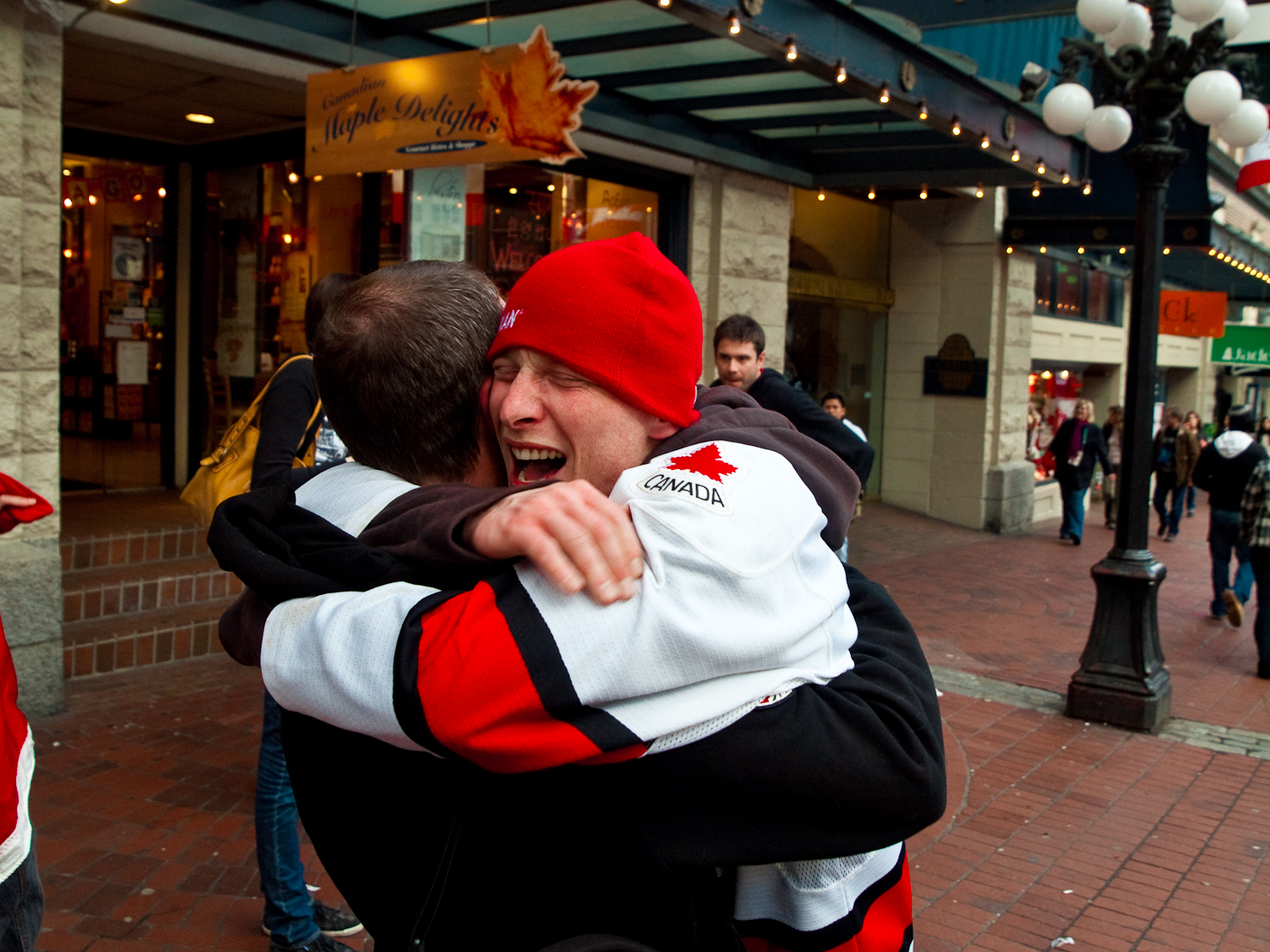
هیجان خوشحالی خاطره یک گلزنی در المپیک را دیرپا می‌کند.

هیجان در نحوه کدبندی و بازیابی حافظه خودزندگی‌نامه‌ای اثر مستقیم دارد. حافظه‌های هیجانی بیشتر فعال شده و بهتر به خاطر آورده می‌شوند. از طریق یادآوری دستاوردها و شکستهای مان حافظه خودزندگی‌نامه‌ای نحوه ارزیابی از خودمان را تعیین می‌کند.

### هیجانهایمثبت
حافظه‌های خودزندگی‌نامه‌ای مثبت جزئیات حسی و محتوایی بیشتری دارند. افراد دارای عزت نفس بالا خاطراتی را بیشتر به یاد می‌آورند که به ویژگی‌های شخصیتی مثبت مربوط می‌شوند. این افراد، بعلاوه، امکانات ذهنی را اغلب برای کدبندی خاطرات مثبت صرف کرده و عموماً خاطرات مثبت خود و خاطرات منفی مربوط به دیگران را بازفعال می‌کنند. بنظر میآید که خاطرات مثبت در مقابل فراموشی مقاومتر هستند، هر چند که تمام خاطرات به مرور زمان ضعیف می‌شوند.

### هیجانهایمنفی
خاطرات منفی، در حالت کلی، سریعتر از خاطرات مثبت با اهمیّت معادل کمرنگ می‌شوند. این اختلاف در زمان نگهداری خاطره تحت عنوانfading affect bias شناخته می‌شود. بعلاوه، مکانیسم‌های کنار آمدن (coping) با حوادث منفی در ذهن فعال می‌شوند تا استرس متعاقب را کمینه کنند. البته، نگهداری بخشی از خاطرات منفی، به مثابه درسی در مقابله با اشتباهات در تصمیم‌گیری‌های آتی، ضروری است.

## دقت حافظه‌های خودزندگی‌نامه‌ای
قضاوت در مورد میزان دقت حافظه‌های خودزندگی‌نامه‌ای کار مشکلی است. زنده جلوه کردن یک خاطره ممکن است بر صحت آن دلالت کند. خاطرات زنده را اغلب تحت عنوان Flashbulb memory می‌شناسند. ارزیابی‌های هدفمند دقیقتر بودن این خاطرات را اثبات نکرده‌اند. خاطرات غلط معمولاً به اندازه خاطرات واقعی دارای محتوی بصری نیستند. با این‌حال، یادآوری مداوم یک خاطره غلط می‌تواند ویژگی‌های مربوط به خاطرات واقعی را به آن مربوط بکند.